# John Wallace de Beque Farris
John Wallace de Beque Farris, parfois écrit « Debeque » ou « deBeque », (né le 3 décembre 1878) à Whites Cove (en), décédé le 25 février 1970 à Vancouver) est un avocat et homme politique canadien.

## Biographie
Petit-fils de John Ferris, député du Nouveau-Brunswick, fils de Louise Hay et Laughlin Farris, député et ministre du Nouveau-Brunswick, il est scoalarisé au séminaire Saint Martin, étudie à l'Université Acadia et obtient son bachelor de droit à l'université de Pennsylvanie. Il se marie en 1905 avec Evlyn Fenwick Keirstead of Windsor, avec qui il a quatre enfants : Katherine Hay, Donald Fenwick, Ralph Keirstead and John Lauchlan.
Il entre au barreau de la Colombie-Britannique en 1903 et co-fonde la firme d'avocats Farris, Vaughan, Wills & Murphy LLP et devient le premier procureur de Vancouver.
Il se lance en politique provinciale lors des élections générales britanno-colombiennes de 1907. Candidat pour le Parti libéral du Canada dans la circonscription de Vancouver Cirty, il n'obtient que 6.95 %. Il retente d'entrer à l'Assemblée législative de la Colombie-Britannique lors des élections de 1909, cette fois dans Richmond. Il obtient 42.08 % mais est battu par le conservateur Francis Lovett Carter-Cotton. 
Il est finalement élu dans Vancouer City lors des élections générales de 1916, dans la foulée de la victoire d'Harlan Carey Brewster, et est réélu lors des élections de 1920. De 1917 à 1922 il est attorney général (ministre de la Justice) et ministre du Travail. Mais en élections de 1924 il est le seul des six libéraux candidat dans la circonscription à ne pas être élu.
Dans les années 30 et 40, il s’investit largement dans la collecte de fonds et le lobbying auprès du gouvernement provincial afin de créer la faculté de droit de l'Université de la Colombie-Britannique. En 1937 il devient président de l'association canadienne du barreau, poste qu'il occupe un an.
En septembre 1937, il est nommé au Sénat du Canada par le Premier Ministre du Canada William Lyon Mackenzie King pour représenter Vancouver-Sud. Il siège jusqu'à sa mort en 1970, soit 33 ans, 1 mois, 18 jours. À la fin de sa vie, il se démarque par son opposition à la réforme du Sénat et son soutien fort au leadership de Pierre Trudeau.

## Sources et liens externes
- Synthèse de la carrière parlementaire sur le site du Parlement du Canada.
- Daniel Francis (dir.), Encyclopedia of British Columbia, Harbour Publishing, 2000, p. 222  (ISBN 1-55017-200-X).
- Jack Giles, « J.W. de B. Farris, Q.C. », The Advocate, Vancouver: Vancouver Bar Association no 68, janvier 2010, pp. 45–51, ISSN 0044-6416.